# Merrill-Crowe-Prozess
Der Merrill-Crowe-Prozess ist eine Trenntechnik, um Gold sowie Silber und Kupfer aus einer Cyanidlösung zu entfernen.
Die Trennung des Gesteins von der Gold-Cyanidlösung erfolgt durch Filtration oder Gegenstrom-Dekanter. Danach wird die Lösung über Spezialfilter geleitet, die in der Regel aus Kieselgur bestehen. Anschließend wird in einer Vakuum-Entlüftungsanlage der in der Lösung enthaltene Luftsauerstoff entfernt. In dieser Anlage schleudert z. B. eine rotierende Verteilerscheibe die Lösung gleichmäßig als dünnen Film an die Behälterinnenwand. Durch das Vakuum im Behälter expandieren und platzen die in der Lösung enthaltenen Luftbläschen und werden von der Vakuumpumpe abgesaugt.
Anschließend wird Zinkstaub in die gereinigte, sauerstofffreie Lösung gegeben. Da Zink im Vergleich zu Gold eine höhere chemische Affinität zu den Cyanidionen hat, setzt sich das Gold ab. Sollten Silber oder Kupfer in der Lösung vorhanden sein, setzen sich diese durch die Zugabe von Zinkstaub ebenfalls ab.
Das abgesetzte Edelmetall wird aus der Lösung gefiltert und mit Schwefelsäure versetzt, um Zinkreste in Lösung zu bringen. Diese Lösung wird erneut gefiltert und das verbleibende Gold zu Rohbarren eingeschmolzen. Die weitere Reinigung der Rohbarren erfolgt in einer Metallraffination, die die im Gold enthaltenen Fremdmetalle wie Kupfer oder Silber entfernt und den gewünschte Reinheitsgrad des Goldes herstellt.
Der Grundprozess wurde von Charles Washington Merrill um 1900 erfunden und patentiert; später wurde er von Thomas B. Crowe, der für die Merrill Company arbeitete, verbessert.
Heute ist die Elektrometallurgie eine Alternative zum Merrill-Crowe-Prozess.